# Сикона
Сикона́ (яп. 四股名) — профессиональный псевдоним борца сумо.

## Устройство
Подобно обычному японскому имени, сикона содержит, собственно, «фамилию» и «имя», причем «фамилия» пишется первой, и именно эта часть обычно и известна. Борца, чаще всего, зовут по «фамилии» — так, Тайхо Коки называют просто Тайхо, а Асасёрю Акинори — просто Асасёрю. Часто под сиконой имеют в виду именно эту «фамильную» часть.
Другая часть сиконы, «имя», редко используется вне ограниченного числа церемоний и известна меньше.
Обычно «фамилия» (как и «имя») содержит один, два или три иероглифа, которые могут читаться как кунно, так и онно. Часть иероглифов «фамилии» может быть унаследована от ояката, своего или просто весьма уважаемого (Такамисакари, Рохо, Ваканохо), часть — от названия местности, откуда происходит борец, от названий островов, рек и гор (Асахифудзи, Рохо, Хакуродзан, Баруто, Котоосю, Коккай). Есть случаи, когда сикона полностью содержит подлинное имя, фамилию (Дэдзима, Эндо) или же, напротив, только часть их иероглифов (Котосёгику). Может быть использовано не имя, а прозвище (Гагамару). Иногда сикона подбирается из фонетических соображений, как у Арана. Формально сикону для борца определяет ояката, руководствуясь обычаями и собственным вкусом. В некоторых хэя есть традиции единообразия сикон, например, в Садогатакэ-бэя борцы получают сиконы, начинающиеся с «Кото-» (琴) — Котоосю, Котомицуки, Котосёгику, Котоюки. Ряд старых сикон переходят от борца к борцу — от отца, дяди к сыну, племяннику или внуку, как Таканохана, Ваканохана, или же к сильному борцу, как Котодзакура или Конисики. В любом случае четких правил не существует.
Борцы младших дивизионов, как правило, выступают под собственным именем, беря сикону, только если они достигают высших дивизионов. Иностранцы, напротив, часто берут сикону сразу после начала карьеры.
Случаи смены сиконы довольно часты. Иногда борец меняет сикону, полагая, что это принесет удачу (Котокикуцуги — Котосёгику), иногда меняется написание иероглифов при сохранении звучания (Котоосю), иногда — по достижении определённого уровня (Таканохана).
«Именная» часть сиконы весьма часто берётся от подлинного имени, как, например, сделано у Баруто и Котомицуки. Иногда «имя» может быть и придуманным, как у Арана.
При личном обращении к борцу макуути и дзюрё обычно добавляется суффикс «-дзэки» (関), вместо общепринятого «-сан», например, «Баруто-дзэки».

## История
Считается, что сиконы стали использовать ушедшие от безденежья в борцы самураи — ронины. Сходную систему имен использовали актеры, например, в театре кабуки. На сиконы иногда возникала мода. Так, в конце XVIII — начале XIX века в моде были сиконы, связанные с буйными стихиями («Сильный гром», «Молния»). В начале эпохи Мэйдзи в моде были сиконы, отражающие модернизацию страны («Новый уголовный кодекс», «Электрическая лампочка»).

## Иные псевдонимы в сумо
Так или иначе, псевдонимы используют все люди из круга сумо: ояката — владельцы школ и тренеры, гёдзи — судьи на дохё, ёбидаси — прислужники, токояма — парикмахеры. Так, ояката именуются по своей лицензии, токояма — по хэя, к которой они приписаны. Сиконы ояката, ёбидаси, токояма — однословные. Сикона гёдзи жестко регламентирована: «фамилия» или Кимура, или Сикимори, а «имя» для старших рангов определяется по достигнутой карьерной ступени, так, старший из гёдзи всегда Кимура Сёносукэ, а второй по значимости гёдзи — Сикимори Иносукэ.